# Jane Avril
Jane Avril (París, 31 de maig de 1868 – íd. 16 de gener de 1943), nascuda com a Jeanne Louise Beaudon, va ser una ballarina de cancan del cabaret parisenc Moulin Rouge. Quedà immortalitzada en els cartells de Henri de Toulouse-Lautrec i altres fotògrafs i pintors.

## Biografia
Jane Avril era filla del marquès italià Luigi Fontana i de la seva amant, coneguda com La Belle Elise. Quan Jeanne va néixer, el pare no la va reconèixer i va abandonar-les a totes dues. Al principi, va ser criada pels seus avis paterns, que als nou anys la van confiar a la seva mare, afectada per la demència.
Turmentada pels maltractaments que rebia de la seva mare alcoholitzada, Jeanne va ser internada en una institució mental per a menors, i va ser atesa pel doctor Jean-Martin Charcot a l'hospital de la Salpêtrière. A l'hospital va començar a ballar en algun espectacle que organitzava el sanatori, i despertà admiració. Donada d'alta als 16 anys, va fer carrera ballant al Barri Llatí de París, en particular el ball Bullier, on descobrí la passió per la dansa, i als vint anys ja era la reina de Montmartre. La seva fragilitat nerviosa la va fer portar els sobrenoms de L'Etrange (la rara), Jane La Folle (Jane la boja) o Melinita, el nom d'un explosiu.

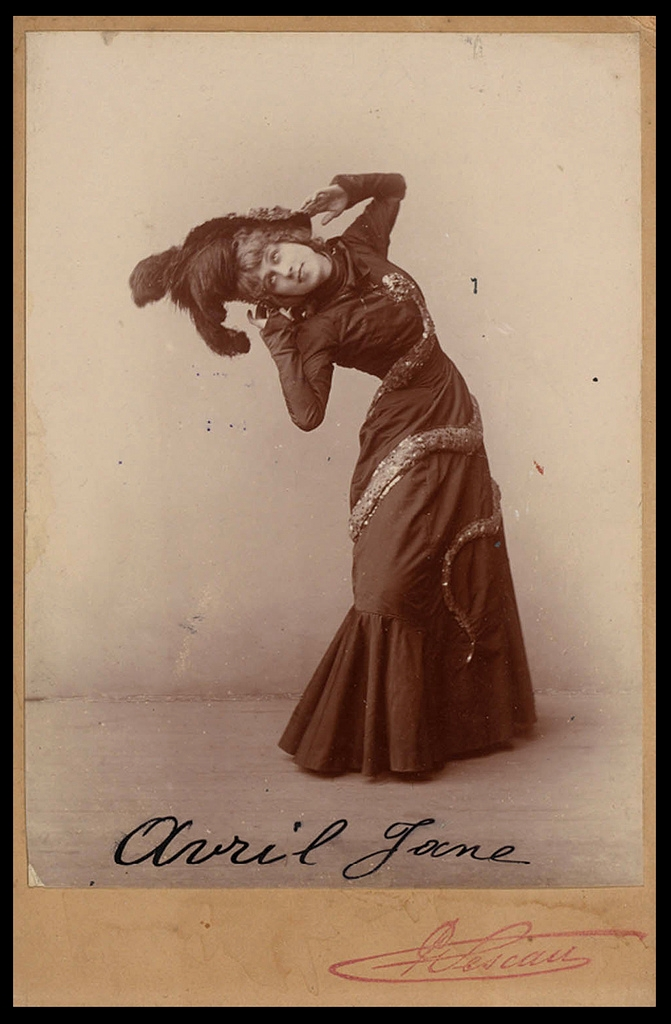
Jane Avril en una fotografia de Paul Sescau (cap a 1890)

El 1888, va conèixer l'escriptor René Boylesve i es va canviar el nom pel de Jane Avril. La seva trobada amb Charles Zidler li va donar el 1895 l'oportunitat de passar sota la seva protecció al Moulin Rouge, on va substituir la cèlebre Louise Weber, La Goulue, amb un estil completament oposat. Ella imposà el vermell, el seu color preferit, com a color de la seva roba interior, i serà l'única que el portarà, la resta de ballarines duran roba interior blanca. És a aquesta elecció que devem la tradició d'un vestit vermell que porta la solista de revista.

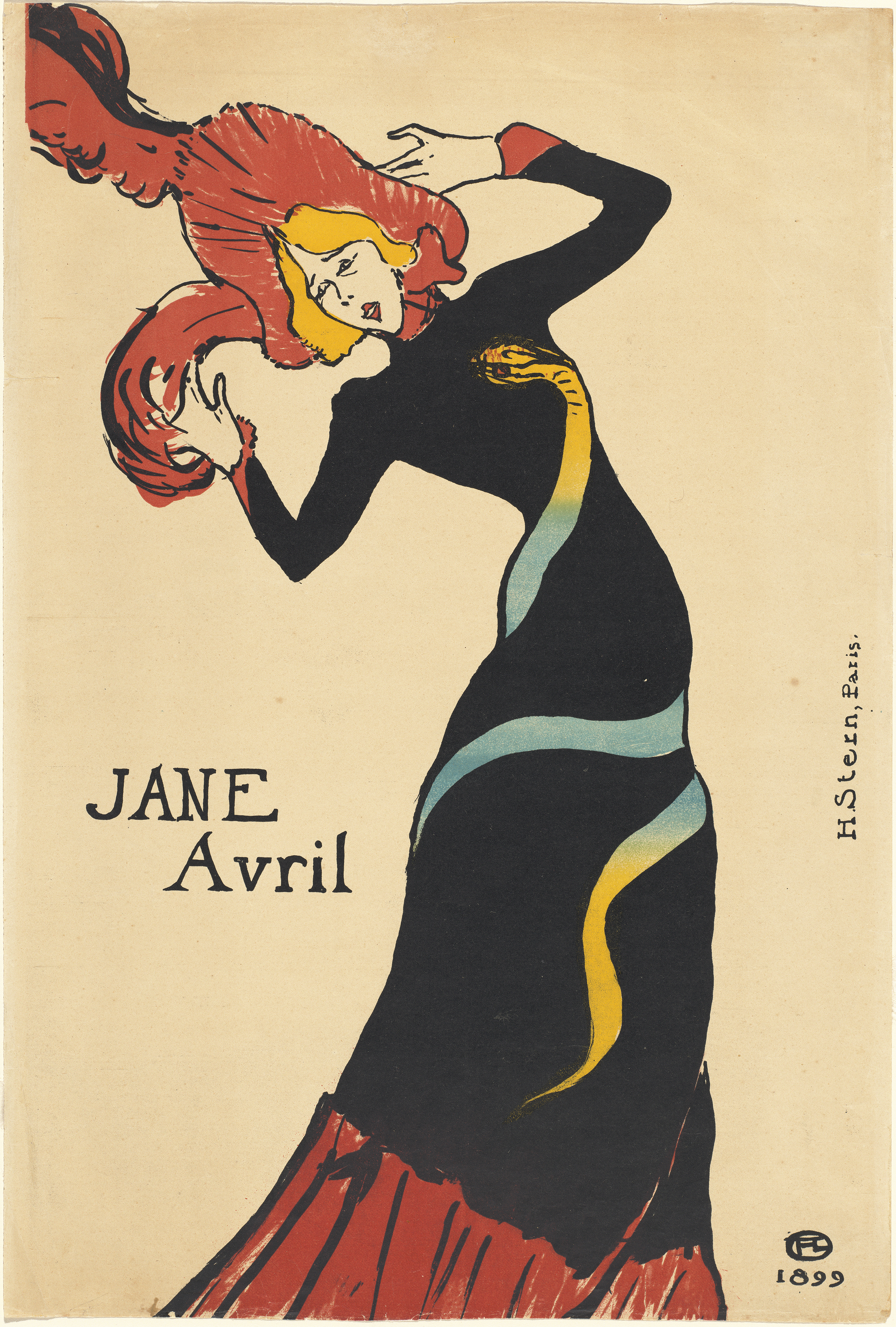
Un dels cartells en què Toulouse-Lautrec representà Jane Avril (1899).

La seva carrera va continuar als Décadents, després al Divan japonès, a El dorado, al Jardin de Paris -famós cafè-concert dels Camps Elisis-, al Tabarin, i finalment va triomfar a les Folies Bergère, on va crear el ballet L'Arc-en-ciel.
Intel·ligent i sensible, Jane Avril freqüentava cercles intel·lectuals i artístics. Musa d'Henri de Toulouse-Lautrec, parella de Mistinguett, amiga de Joris-Karl Huysmans, Maurice Barrès, Auguste Renoir, Alphonse Allais, que s'hi volia casar, és adorada pels homes. Henri de Toulouse-Lautrec va pintar el seu retrat per a un cartell publicitari i va aconseguir gran popularitat com a ballarina de cancan, la qual cosa li va permetre viatjar a Londres, on va portar aquesta dansa desenfrenada i frenètica.
Als 42 anys, el 1911, es va casar amb el pintor alemany Maurice Biais, i legitimaren el seu fill, Jean Pierre Adolphe, nascut el 1897. Biais va dilapidar els seus bens, i en morir la deixà en la pobresa absoluta. El 1935, va ballar per última vegada amb l'actor francès i líder de les revistes Max Dearly, als 67 anys. Va morir en un asil d'ancians el 1943 i està enterrada en el cementiri del Père Lachaise.

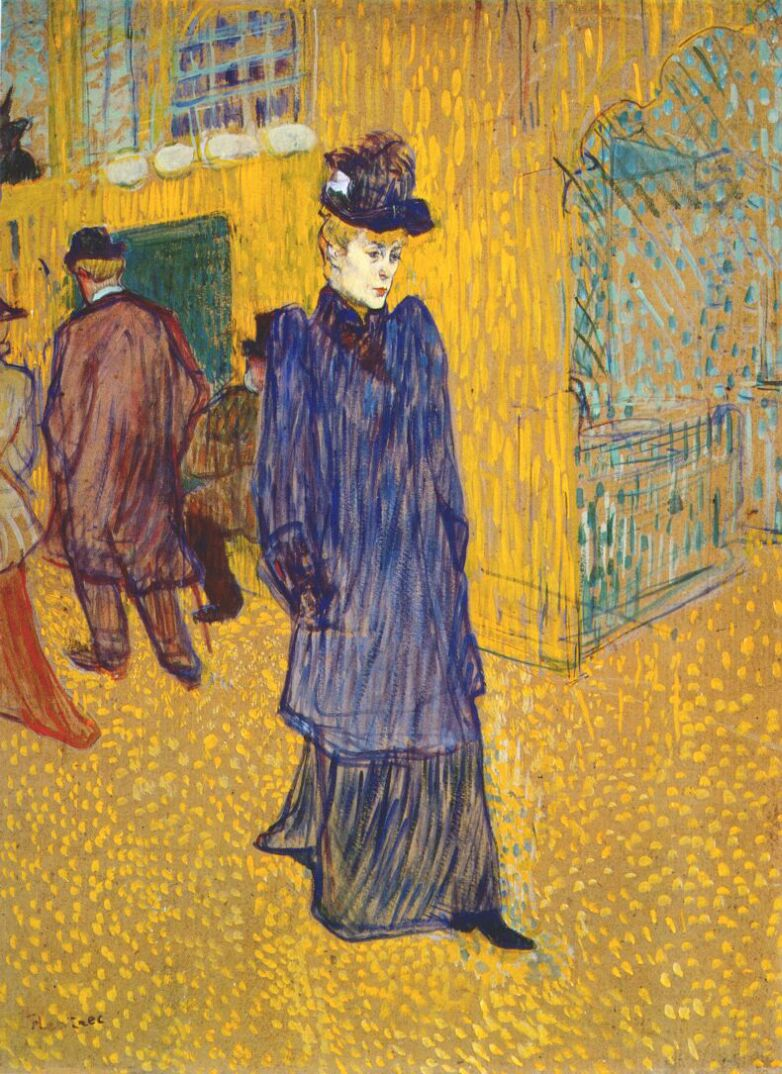
Jane Avril en una imatge de Toulouse-Lautrec (1892)

## Llegat i memòria
En record seu s'ha batejat un jardí amb el seu nom al Boulevard de Ménilmontant.
Jane Avril va ser encarnada per Zsa Zsa Gabor en la pel·lícula Moulin Rouge, de John Huston (1952). Un personatge inspirat en ella, si bé amb un altre nom (Setini), va ser encarnat per Nicole Kidman a la pel·lícula musical Moulin Rouge! (2001).
Obres de Toulouse-Lautrec amb la seva imatge es troben a París, al Museu de Orsay i han estat objecte de diverses exposicions.